# Bakhta
Bakhta (en rus: Бахта) és un poble del krai de Krasnoiarsk, a Rússia, que en el cens del 2010 tenia 220 habitants.